# Malapterurus zambezensis
Malapterurus zambezensis és una espècie de peix de la família dels malapterúrids i de l'ordre dels siluriformes.

## Morfologia
- Els mascles poden assolir 37,2 cm de llargària total.
- Nombre de vèrtebres: 40-41.[4]

## Distribució geogràfica
Es troba a Àfrica: conca del riu Zambesi.